# Aeroportul Tanjung Api
Aeroportul Tanjung Api (IATA: OJU, ICAO: WAFU) este un aeroport din Pusungi⁠(d), Ampana Tete⁠(d), Tojo Una Una⁠(d), Sulawesi Tengah⁠(d), Indonezia ce deservește zona Ampana⁠(d).
Situat la o altitudine de 231 m, aeroportul dispune de o singură pistă.